# Sam Waterston
Samuel Atkinson Waterston, conhecido artisticamente como Sam Waterston (Cambridge, 15 de novembro de 1940), é um ator americano. Foi indicado a um Oscar de melhor ator por seu desempenho em Os Gritos do Silêncio.
Também é conhecido por seu papel como Jack McCoy na série de longa data Law & Order e no filme "O Grande Gatsby".
Desde 2015, protagoniza a série original da Netflix, "Grace and Frankie", como Sol Bergstein.